# لمیرس
لمیرس (به هلندی: Lemiers) یک منطقهٔ مسکونی در هلند است که در فالس واقع شده‌است. لمیرس ۱٬۲۰۰ نفر جمعیت دارد.